# Preoții comunei Racovița
Acest articol dezvoltă o secțiune Preoții comunei Racovița a articolului principal, comuna Racovița, Sibiu.
Potrivit obiceiurilor vremii la Racovița se consemnează moștenirea preoției din tată în fiu, uneori chiar și prin gineri. Se întâlnesc astfel familii de preoți ai căror urmași au slujit zeci de ani la rând cum au fost: Doican, Dobra, Cîndea și Totan în prima jumătate a secolului al XVIII-lea sau Florianu în perioada 1855-1940.
Cu referire la perioada anterioară secolului al XIX-lea, în aceste familii, tatăl era întotdeauna și dascălul fiului său, pe care îl pregătea să-i ia locul în sat sau în altă parte. Adeseori însă, preoții se recrutau și din rândurile dascălilor sau cantorilor care dovedeau sârguință și pricepere în tipicul bisericesc. În cazul când aceștia erau iobagi, trebuiau să se răscumpere în prealabil din iobăgie, plătind în acest scop o anumită sumă de bani domnului de pământ pe proprietatea căruia trudea.
Preoții se alegeau de către obștea satului, cu aprobarea stăpânilor, care-i recomandau pentru hirotonire. Uneori protopopii erau aceia care recomandau direct episcopilor pe preoții vrednici de a fi hirotoniți, după cum nu erau rare cazurile de hirotoniri directe de către înalții ierarhi. Pregătirea pe care viitorii preoți o făceau în sânul familiei, pe lângă alți preoți sau protopopi iar uneori prin chiliile mănăstirilor din jur, era adesea insuficientă, mulți dintre aceștia rămânând neștiutori de carte, situație pe care au căutat s-o speculeze uneori în folosul lor principii calvini. Problema a fost generală și pentru rezolvarea ei s-a luat și o hotărâre în Dieta din 1640.
O primă reglementare în ceea ce privește pregătirea clerului a adus-o Sinodul din 1700, care a hotărât ca 
„...diacii cari vor vrea să se preoțească, înainte să meargă la protopop să-și ceară carte și cu carte de la adevăratul duhovnic și să știe Psaltirea de înțeles și glasurile și toate tainele bisericii și până nu va fi la Mitropolie 40 de zile, până atunci Vlădica să nu-l preoțescă.”
Se punea astfel capăt unor practici arbitrare folosite în numirea preoților, constând în aceea că uneori era de ajuns o simplă dovadă de la credincioșii satului că cel în cauză era vrednic de a-i păstori, sau când „singhelia” se obținea cu sume de bani date vlădicului. Frecvente erau și cazurile în care, din cauza numărului mare al preoților din sat, numirea în funcție se făcea în urma unei „tocmeli” (înțelegeri), fiind preferat cel cu pretențiile cele mai modeste, indiferent de pregătirea sa.
O dată cu înființarea școlilor din Blaj în 1754, pe băncile acestora încep să se formeze preoți cu studii temeinice, fiind de presupus că cel puțin după anul 1800 toți preoții satului s-au format în acest centru cultural duhovnicesc. Nu este exclus ca cel puțin în prima jumătate a secolului al XVIII-lea, o parte din preoții Racoviței să fi fost pregătiți și pe lângă mănăstirea brâncovenească de la Sâmbăta de Sus, unde a ființat o școală de pregătire a preoților.

## Numărul preoților
Caracteristic pentru viața bisericească până spre sfârșitul secolului al XVIII-lea, a fost numărul mare al preoților existenți în sat. Astfel, în 1721 în Racovița sunt conscriși șapte preoți, număr care se întâlnește și în 1773. Tendințe de reglementare a numărului lor s-au manifestat încă de la sfârșitul secolului al XVII-lea. Astfel, o hotărâre a guvernului ardelean din 29 martie 1699 întărită cu un decret al împărătesei Maria Terezia din 9 septembrie 1743, prevedea ca la 90 de familii de credincioși să existe un preot.
O altă reglementare în această problemă s-a făcut în 20 decembrie 1757. Deoarece prin aceasta se urmărea scutirea preoților de unele daturi(taxe), s-a hotărât ca în satele mari să se scutească un preot și doi capelani(diaconi), în satele mijlocii un preot și un capelan iar în satele mici doar un singur preot. Preoții nescutiți erau socotiți ca „supranumerari” și pentru a scăpa și ei de unele dări, erau numiți în diferite funcții bisericești ca: învățători, clopotari, cantori, crîsnici, legători de cărți etc.. Conform celor mai de sus, în Racovița în anul 1756 structura „corpului” preoțesc din sat era următoarea:
- Preoți în funcție: Popa Toma Totan senior și Popa Pavel.
- Cantor: Iosif Totan.
- Capelani: Popa Toma Dobra și Popa Toma Totan junior.
- Ludimagister: Popa Stan[12].

Militarizarea Racoviței în 1765 a atras după sine reglementări stricte atât ce privește numărul preoților cât și a criteriilor de selecție și denumire a lor. Dacă în 1776 numărul acestora a fost de trei, spre sfârșitul secolului al XVIII-lea el s-a redus la unul, situație care a rămas în vigoare până astăzi. Din 1765, preoții trebuiau să fie absolvenți ai seminarului de la Blaj, numirea lor urmând a fi aprobată atât de către comandantul companiei cât și de cel al regimentului. Pentru reducerea numărului preoților la minimul necesar, se pornea de la principiul ca slujitorii bisericii fiind scutiți de sarcinile militare, nu se admitea ca pentru un „post” să fie scutite două sau mai multe persoane, deoarece „...cu scutirea mai multor persoane, numai pătimește înalta slujbă.” 

## Starea materială a preoților

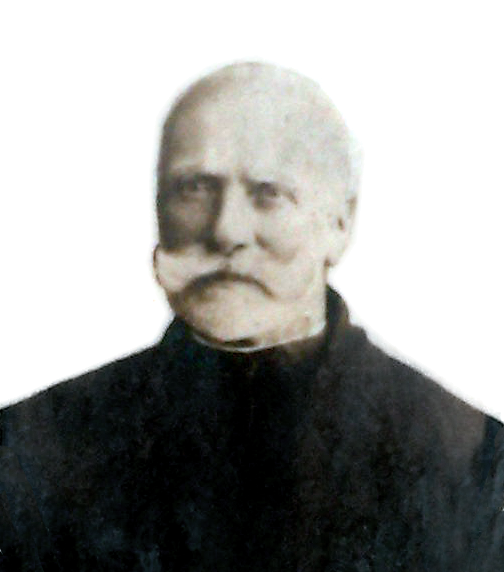
Protopopul greco-catolic Valeriu Florianu

Până în anul 1659, preoții aveau statut de iobagi, fiind lipsiți de avere personală și erau obligați de a da zeciuială preoților străini. Abia după anul 1659 ei au fost scutiți de taxe și de alte sarcini iobăgești cu condiția să îmbrățișeze preceptele calvine. De altfel, tot urmând scopuri confesionale, încă de pe vremea vlădicului Dosoftei (1622-1627), principele Gabriel Bethlen, mai apoi alți urmași ai săi la tronul Transilvaniei, au acordat unele imunități preoților în funcție. Aceste facilități explică de unde pornea dorința multor români de a îmbrățișa cariera preoțească și, deci, numărul mare al preoților din satele ardelene.
Ca iobagi, preoții lucrau câmpul în rând cu enoriașii lor și doar îmbrăcămintea și portul bărbii îi deosebeau de aceștia. Preoții nu aveau dreptul de a primi nimic de la credincioși în schimbul serviciilor duhovnicești prestate ci, dimpotrivă, erau împovărați cu taxe de toate felurile. Abia sub conducerea lui Sava Branković s-a hotărât ca preoților să li se dea de către fiecare enoriaș 10 bani, o „mierță” de grâu, zile de clacă precum și pielicele de miel în ziua de Sfântul Gheorghe, Ispas și Rusalii, lucru nerespectat de fapt întotdeauna.
Cu toate promisiunile făcute de către promotorii Unirii cu Roma, situația materială a clerului care a intrat în comuniune cu Roma, nu s-a îmbunătățit substanțial după 1700, deși Sinodul din acest an a prevăzut ca fiecare casă era datoare să dea preotului o claie de grâu, o „feldără” de ovăz și două zile de clacă. Din aceste venituri preoții erau obligați, la rândul lor, să plătească atât contribuția față de stat, cât și față de vlădică.
Împotriva acestei stări de lucruri s-a ridicat cu hotărâre episcopul Inocențiu Micu-Klein, într-unul din memoriile sale înaintate Curții de la Viena, în care arăta că:
„...preoții uniți nu se bucură de scutințele clerului catolic, căci funcționarii statului și domnii de pământ îi prind, îi judecă și îi pedepsesc iar pe soțiile și copii lor îi aruncă în temniți. Ei sunt siliți să plătească dijme până și preoților luterani și calvini, sare nu capătă gratuit și trebuie să slovească și ei vama de pod și de piață. Astfel, clerul a fost silit să-și câștige pâinea cea de toate zilele nu din păstorirea sufletelor ci din lucrarea pământului care trebuie s-o facă cu mâinile și sudorile sale, întocmai ca oricare țăran.”—Inocențiu Micu-Klein
Abia în 1743 episcopul Inocențiu Micu-Klein a reușit, după multă insistență, să obțină pentru preoțimea unită atât porție canonică (eclejie), loc de casă și de biserică, cât și „capeții” (catități de cereale) de la credincioșii lor constând din:
- două „feldăre”(1 feldără ≈ 15 kg) de grâu, o „feldără” de ovăz, una de cucuruz.
- două mănuși de cânepă iar din localitățile unde se cultiva vița de vie și 1/2 „vadră” (1 vadră = 10 litri) de vin, anual.
- Văduvele dădeau doar 1/2 din „capeții” în timp ce săracii „sloveau” (plăteau) doar cinci „denari”.[21]

Preoții mai aveau dreptul de a primi la Bobotează câte trei denari, o coastă, un colac și un fuior de cânepă, obicei care s-a păstrat până la sfârșitul celei de a doua jumătăți a secolului al XX-lea.
Urmașul lui Sava Branković, Varlaam, a stabilit astfel simbria (salariul) preoților din Ardeal:
- „...Tot omul să-i dea o claie de grâu și una de ovăz și o zi de coasă și una de secere, până seara. În ziua de Sfântul Petru, un caș iar cine nu are oi, să plătească prețul cașului... De botez, 12 bani; de cununie, 12 bani”.
- Credincioșii erau obligați să repare casa popii și să-l stimeze pe acesta.
- „Stola”, preoții și-o încasau anevoios, motiv pentru care aceștia la rândul lor, nu-și puteau plăti contribuția către stat și nici dajdia de un florin care se cuvenea vlădicului.[23]

Episcopul Petru Pavel Aron (1751-1764) a reușit să obțină și el de la Curtea din Viena pentru preoții uniți sesii în suprafață de circa 5 jugăre (9 „gălete”) și fânețe de patru care de fân. Printr-un decret al Mariei Terezia din 15 iunie 1759, porțiile canonice ale preoților au crescut la 20 gălete și 15 care de fân.
Starea precară a preoților s-a menținut și pe timpul graniței militare. Se confimă acest lucru prin raportul lui Johann Cristani von Rall din 1777, în care se scotea în evidență faptul că preoții câștigau puțin de pe urma slujbei lor, motiv pentru care erau siliți a-și asigura existența muncind pământul în rând cu ceilalți locuitori. Porția canonică avea aceeași întindere ca și în 1759, aceasta fiind scutită de orice fel de impozit, atâta timp cât nu depășea întinderea stabilită.
Cu referire strictă la Racovița, raportul respectiv menționa că porțiile canonice ale preotului și capelanului erau doar de 10 feldăre de semănătură și cinci care de fân. Cu timpul, porția canonică a preotului racovicean a fost substanțial mărită, astfel încât în anul 1840 aceasta avea o întindere de 10 jugăre pământ arabil și cinci jugăre de fânețe, de pe care se obțineau 15 care de fân. Venitul porției canonice în 1887 a fost de 41 de florini și 91 cruceri iar valoarea „capețiilor” de 64 florini. În 1927 „clejia popii ” avea o suprafață de 15 jugăre, dintre care șase jugăre teren arabil iar restul fânețe.
Pe de altă parte, biserica a avut și averea sa proprie, constituită fie din înzestrări datorate organelor statale, fie din danii ale credincioșilor. Dacă în anul 1733 aceasta era în suprafață doar de o câblă, pe timpul episcopului Petru Pavel Aron a crescut la 4 gălete și jumătate. Unsprezece ani mai târziu, din motive necunoscute, averea bisericii scăzuse la 1/2 câble. Situația s-a îmbunătățit doar în perioada graniței militare, astfel încât în 1851 numai suprafața arabilă a acestei averi se ridica la peste șapte jugăre.
În anul 1921, structura averii bisericii a fost următoarea:
- Teren arabil - 11.9 jugăre.
- Grădini - 1.5 jugăre.
- Fânețe - 4.1 jugăre,[33]

suprafață care în 1950 a intrat în patrimoniul CAP din localitate.

## Slujitorii altarului

Turnul bisericii, fostă greco-catolică, cu hramul „Sfintei Treimi” din Racovița

Preoții satului în ordine cronologică după anul atestării documentare au fost:
- 1698 - protopopul Toma, semnatarul controversatei Cărți de Mărturie din 7 octombrie 1698.
- 1714 - 1721 - protopopul Ioan. În 1721 fiind în funcție „ales de popor”[34].
- 1715 - popa Iliaș, care în anul acesta, la vârsta de 33 de ani, a depus o mărturie cu ocazia unei hotărniciri între Racovița și Avrig[35].
- 1715 - popa Oprea, prezent și el la hotărnicia de mai sus, având vârsta de 50 de ani[36].
- 1721 - popa Bartolomei, preot supranumerar în acest an[34].
- 1721 - 1765 - popa Ioan (Onya) Banciu. Ca preot titular ales de popor în 1721[34], conscripția lui Inocențiu Micu-Klein îl menționează ca neunit[37], apartenență pe care și-o păstrează și în anul 1765[38]. El era născut în anul 1681 iar în anul 1751 a fost ascultat ca martor într-un proces dintre comunitățile Porcești(Turnu Roșu) și Tălmaciu[39].
- 1721 - popa Constantin, preot titular ales de popor[34].
- 1721 - 1765 - popa Andrei Totan, despre care există mențiune că era preot în „partea scăunală” a satului[40].
- 1721 - 1765 - popa Toma Totan, senior. S-a născut în 1667[41], se pare că a fost una și aceeași persoană cu „Pater Thomas” din 1698. În anul 1721 făcea parte din rândurile supranumerarilor[34], Inocențiu Micu-Klein considerându-l de confesiune unită[37]. Între anii 1755 - 1765 el mai apare sporadic, în rândurile slujitorilor altarului însă cu mențiunea că era orb[42].
- 1721 - 1765 - popa Toma Doican. Preot supranumerar în 1721[34], conscripția lui Inocențiu Micu-Klein îl menționează ca fiind unit[37], în 1765 el slujind în Banat[41].
- 1733 - 1766 - popa Ioan Banciu. Născut în 1705[41], în 1733 aparținea Bisericii Române Unite[37]. Ca preot emerit, el locuia în partea de sat aparținătoare de Scaunul Sibiului și fiul său, Banciu, era în anul 1765 cantor în Mohu[41].
- 1733 - 1766 - popa Pavel. Racovicean, născut în 1710[43] și hirotonisit de către mitropolitul Gheorghe al Moldovei[37], odată întors acasă a optat pentru „unie”, conscripția lui Klein consemnându-l ca atare. Între anii 1755 - 1760 a îndeplinit funcția de preot în „partea scăunală” a satului iar în 1761 pe cea de capelan[42]. Conscripția anului 1765 îl menționează ca având cinci copii precum și 12 vite mari, 40 miei, 26 capre și cinci stupi. Alte conscripții din acest an îl prezintă ca fiind iarăși unit,[44] el rămânând în sat cu întreaga familie și după înființarea graniței militare[45].
- 1733 - 1755 - popa Oprea, preot neunit[37], venit în sat din Sebeșu de Sus[42].
- ? - ? - popa Luca Totan, fost preot localnic și decedat înainte de anul 1754[42]. Conscripția „părții scăunale” din 1765 consemnează pe văduva sa, Ana, în vârstă de 46 de ani împreună cu trei fii: Andrei, Luca și Ioan. Averea lor consta din doi boi, o vacă, un vițel, un cal, o iapă și pământ arabil în suprafață de „șapte gălete și cini mierțe”[42].
- 1745 - 1761 - popa Toma Dobra, senior(?). Deși era preot unit, acesta și-a părăsit credința și a devenit unul din corifeii mișcării religioase împotriva „unirii”, conduse de către Visarion Sarai[46]. Între anii 1755 - 1761 a fost preot ajutător în „partea scăunală” a satului[42].
- 1752 - 1766 - popa Toma Totan, junior. S-a născut în sat în 1715, ca fiu al preotului Toma Totan, senior. În 1752 era preot în funcție[47] iar în anii 1756 - 1758, preot ajutător[42]. Fiind preot de confesiune ortodoxă, cu prilejul militarizării satului a fost nevoit să emigreze[45].
- 1754 - 1758 - popa Iosif Totan, care în toată această perioadă a îndeplinit numai funcția de cantor[42].
- 1754 - 1766 - popa Toader Bobanga, senior(?). Preot localnic unit, născut în 1715,[48] între anii 1755 - 1758 a fost capelan supranumerar iar între 1758 - 1761 ca „ludimagister”[48], deci învățător la școala din sat. Conscripțiile anului 1765 și 1766 îl menționează ca preot emerit, în funcție.
- 1754 - 1755 - popa Radu Cîndea. Venit din Porcești(Turnu Roșu), în perioada anilor 1745 - 1757 a figurat printre contribuabilii localității[49]. În anul 1765 avea vârsta de 60 de ani și locuia împreună cu ginerele său, Bunea Tîlvan[41].
- 1750 - 1755 - popa Ilie, menționat pentru prima dată în sat în anul 1750, era venit aici tot din Porcești[48].
- 1750 - 1783 - popa Stan Dragotă. Născut în anul 1705[48], în perioada 1755 - 1758 a îndeplinit funcția de „ludimagister”. În 1759 era capelan iar în anul următor, paroh. În anul 1776 figura ca al doilea capelan al parohiei, având o purtare „din cele mai bune”. Între anii 1775 - 1781 este menționat ca preot emerit.
- 1756 - popa Vasilie Doican. Preot în acest an[48], se pare că a făcut parte din familia ctitorului mânăstirii din sat, Oprea Doican. Cu ocazia militarizării Racoviței, a fost conscris ca locuind împreună cu cei patru fii ai săi: Vasile, Dumitru(acesta fiind preot și călugăr), Andrei și Ioan[41].
- 1756 - 1758 - popa Dumitru Doican. În 1765 avea 34 de ani[43].
- 1761 - 1765 - popa Oprea Doican, probabil ctitorul mânăstirii Racovița. În 1765 era preot în Banat.[41].
- 1765 - popa Nicolae Doican. Preot schismatic, născut în 1725. Conscripția anului 1765 îl înregistrează ca locuind în „partea scăunală” a satului împreună cu fratele său, Ursu. Alți doi frați ai săi, Oprea și Toma erau preoți în Banat[50]. Cu prudența de rigoare se poate considera că aceștia, prin schimbarea numelui, au devenit preoții Ioan Popovici și Vasile Ioanovici, atestați ca atare în anul 1767 în localitatea Murani din actualul județ Timiș., ca fiind emigrați din Racovița[51].
- 1765 - 1811 - popa Stan. Cantor în 1765[52], doi ani mai târziu este hirotonit ca preot de către episcopul Petru Pavel Aron[53], funcție pe care și-a păstrat-o până în 1811[54].
- 1767 - 1781 - popa Radu Cîndea. Hirotonit ca preot în 1765 de către episcopul Atanasie Rednic[53], o caracterizare a sa din acea vreme îl prezintă ca fiind temător de Dumnezeu, foarte ales în funcțiunile lui, corect cu fiecare și „necertăreț”[55]. În anul 1777, cu prilejul inspectării graniței militare de către generalul Johann Cristani von Rall, îi înaintează acestuia o suplică, prin care ruga ca regimentul de la Orlat să se îndure a mijloci primirea fiilor săi Domițian și Antonie în institutul de orfani înființat de către împărăteasa Maria Tereza, în care să poată învața limba germană[56].
- 1771 - popa Ioan Lupu. O singură mențiune există despre acest preot: intervenția generalului Johann Cristani von Rall pe lângă episcopul Atanasie Rednic, pentru a-l numi ca paroh în Racovița, fără a putea ști dacă s-a dat sau nu curs acestei intervenții[57].
- 1776 - 1811 - popa Toader, junior(?). Ca preot hirotonit de către episcopul Petru Pavel Aron[58], în 1776 este menționat ca fiind prim capelan al parohiei, cu toate că avea o caracterizare destul de proastă: „bețiv, neglijent, nu constituie un exemplu bun”[59]. Capelan și în 1781[60] iar mai apoi diacon.
- 1780 - 1811 - popa Toma Dobre, capelan între anii 1780 - 1781[61] și diacon în 1811[62].
- 1794 - 1827 - preotul Petru Țopa. Menționat și sub numele de Radu[63], în 1822 era arhidiacon[64]. Documentele studiate sunt contradictorii în ceea ce privește durata păstoririi, astfel, într-o atestare privind comportarea sa ca preot eliberată de către autoritățile locale în 1826, se menționează că păstorea aici de 32 de ani[65] , deci din 1794. Petru Florianu indică drept ani ai păstoririi 1803 - 1827[66], în timp ce o sinteză asupra clerului greco-catolic îl trimite în perioada 1797 - 1827[67]. Cert este că acest preot a decedat în 13 aprilie 1827, în Vinerea Paștilor, în timp ce citea Evanghelia, în ușa altarului[68].
- 1811 - popa Pavel, care în acest an îndeplinea funcția de diacon[61].
- 1825 - 1826 - preotul Antonie (Meteș ?). Asupra acestui preot, la porunca Vicariatului Făgărașului, cantorul local Petru Aleman a întocmit următoarea informare:

„Cinstite părinte!
...Umblând cu grijă și cercetând, am aflat despre străinul preot la noi venit, că iaște din satul Cergău născut; n-are preuteasă, că murindu-i, au rămas cu două copile preotul acela, iar în ce sat a fost mai înainte preot, n-am aflat. Am auzit mai înainte de la Popa Țopa zicând că-i iaște nepot de la sora sa. Așa dară l-au adus Popa Țopa de multă vreme , de slujește liturghie în biserica noastră a Racoviții, cu numele Antonie, la trup scurt, de mijloc, fața negricioasă, oacheșă, înalt(?), sprâncene și ochi negri, nasul lungăreț, roșeatec, barba rasă iar sub barbă neras(?). Graiul ceva domol, mersul iute și împlinește toată slujba preotului nostru Țopa, și care se cuvine să o facă prin sat, măcar că preotul nostru Țopa au zic că nu-i iaște decât ajutor.”—Racovița, în 15 zile ale lui februarie 1826/Petru Aleman, cantor
- 1827 - 1829 - popa Avesalom Pop. A fost preot ajutător, fiind venit aici din Porumbacu de Jos[70].
- 1827 - 1841 - popa Ioan Fleischer. Se pare că era localnic și a fost numit aici la propunerea comandantului companiei a VII-a, precum și a granicerilor de vază din sat, ca fiind „om tinăr și vrednic”[71]. A decedat în 24 mai 1841 în vârstă de numai 36 de ani[72].
- 1841 - 1845 - popa Toader Maioran. Fiu de colon din Ocna Sibiului, el și-a făcut studiile liceale la Liceul „Gheorghe Lazăr” din Sibiu[73]. A părăsit satul în urma unui conflict cu localnicii, în motivarea sa pe care o face vicarului Făgărașului arătând că nu mai poate rămâne în Racovița: „ de vreme ce mă neodihnește (sic) alții, scornindu-mi câte minuni toate, prin care nu numai mi se vatămă-ci de tot mi se strica numele cel bun, cu care trebuie să fie un preot adevărat”[74]. După această perioadă a fost docente la Școala normală din Blaj[75].
- 1845 - 1847 - preotul Nicolae Coman. După unele surse documentare a fost hirotonit în 1820[76], iar după altele în 1826[77]. După opinia Regimentului de la Orlat, el n-a fost vrednic și harnic la această parohie[78]. Cu toate acestea, ulterior ca preot în Bradu, a înlocuit în mai multe ocazii pe preoții racoviceni[79]
- 1847 - 1850- Ioan Moldovan.
- 1848, 1850, 1854 - 1855 - Ioan Vasilie[80].
- 1850 - 1854 - Ioan Mihălțan. Originar din Slimnic, între anii 1835 - 1842 a fost paroh în Frîua[81].. Recomandat consistoriului blăjean în 1850 de către Regimentul de la Orlat ca fiind „un bărbat deștept, totdeauna de purtare bună comandant și știutor de limbă nemțească”, la data de 1 noiembrie 1850 a fost numit preot în sat, rămânând în această funcție până în 6 septembrie 1854, când a fost omorât de „un taur de vacă”. A fost socrul preotului Petru Florianu, care i-a urmat în funcție în anul următor.
- 1855 - 1895 - Petru Florianu.
- 1891 - 1940 - Valeriu Florianu.
- 1911 - 1917 - Aurel Florianu.
- 1917 - 1919 - Leonte Opriș. Ginere al protopopului Valeriu Florianu, Leonte Opriș s-a născut la Dridif, județul Brașov, la data de 4 septembrie 1889. A făcut studii gimnaziale și teologice la Blaj, fiind hirotonit ca preot la data de 5 septembrie 1914. În perioada 1914 - 1918, a fost administrator al parohiei Hamba, județul Sibiu. Ca preot titular a servit în sat din 12 august 1917 și până în 2 februarie 1919, când a fost încorporat ca preot militar la un regiment de obuziere din Cluj. În perioada 1916 - 1918 a fost deportat în Ungaria, ca „indezirabil”. După anul 1920 a fost profesor de liceu în Alba Iulia, între anii 1929 - 1936 fiind custodele „Muzeului Unirii” din oraș[82]. S-a stins din viață în 1968 și este înmormântat în curtea bisericii Racovița, alături de alți preoți ai satului.
- 1940 - 1945 - Avesalom Costea. Născut la Olteț, a venit în sat ca refugiat din Voșlăbeni, după Dictatul de la Viena. A fost ultimul preot greco-catolic de aici în perioada 26 decembrie 1940 - 28 iulie 1945, când a fost numit ca administrator al protopopiatului Gheorgheni[83].
- 1945 - Vladimir Roadedeal care a fost și învățător la școala din sat[84]. Vladimir Roadedeal este menționat ca administrator al filiei ortodoxe din Racovița în anul 1944.[85]
- 1945 - 1949 - Ilie Cismașiu[86].
- 1949 - 1953 - Liviu David[86].
- 1953 - 1973 - Valentin Boeriu. Născut în Cârța, la data de 19 ianuarie 1925. În perioada 1950 - 1953 a fost învățător la școala din sat și în perioada în care a fost preot s-a zugrăvit și resfințit actuala biserică[86].
- 1973 - 2009 - Dumitru Mircea, sibian de origine, licențiat al Institutului teologic din Sibiu.
- 2009 - ? - Iridon Dumitru. Până la numirea sa ca preot paroh în comuna Racovița, pr. Iridon Dumitru a slujit, timp de opt ani, la Ighișu Vechi, unde a fost paroh al Bisericii Ortodoxe „Sfinții Arhangheli Mihail și Gavriil”.[87][88]

Preoți suplinitori:
- 1864 și 1870 - Matei Floare din Sebeșu de Sus.
- 1869 - Demetriu Curtean din Sebeșu de Sus.
- 1875 - Iosif Barbu, învățător.
- 1875 - Toma Mînduc din Sebeșu de Sus.
- 1879 - Demetriu Clain din Bradu.
- 1879 - Ioan Micu din Sebeșu de Jos.
- 1880 - Victor Smigelschi, canonic din Blaj
- 1924 - 1940 - Liviu Florianu.

## Alți slujitori ai bisericii
- Cantorii. În trecut ca și diecii  de altfel, cantorii se recrutau dintre oamenii de rând, pregătirea lor făcându-se atât pe lângă preotul sau preoții satului cât și pe lângă mănăstirile din jur sau cele de peste munți. Adesea, aceștia erau și cunoscători de carte, situație care le conferea calitatea de dascăli ai școlii sătești.

Primele mențiuni despre acești slujitori ai bisericii apar în deceniul al VI-lea al secolului al XVIII-lea, când în această calitate sunt menționați popa Ion Totan și Ștefan Dolomeț. Din timpul graniței militare se cunosc cantorii Achim Diacu și Constantin Măhăra precum și Atanasiu Papp și Petru Aleman. Toți aceștia aveau în folosință câte o sesie cantorală, echivalentă cu o „moșie grănicerească”, adică 15 jugăre cadastrale.
În a doua jumătate a secolului al XIX-lea, acest oficiu l-a îndeplinit Ioan Doican și Moise Măerean, acesta din urmă fiind cunoscător al limbii slavone, germane și latine. Tradiția orală consemnează că acesta era și un bun „componist” de versuri la morți, el însuși recomandându-se drept „Dichter”, adică poet.
Până la jumătatea secolului al XX-lea, oficiul de cantor l-au îndeplinit Gheorghe Metea(Ghiorea Gușatului), Nicolae Balea, Simion Mohan și ocazional Ioan Doican. Acestora le-au urmat Aurel Balea, absolvent al „Școlii de cântăreți de la Blaj”, Dionisie Vasiu, Dionisie Murărescu și Romul Stoichiță.
- Clopotarii. Până spre sfârșitul secolului al XVIII-lea, Cornel Lupea presupune că funcția de clopotar o îndeplineau „supranumerarii”. În 1811 apare prima mențiune despre nominalizarea în această funcție a lui Toader[94]. După anul 1900, clopotari mai cunoscuți au fost: Gheorghe Metea, Ioan Haiduc, Gheorghe Ignat, Dionisie Maxim, Ioan Fogoroș și frații Romulus și Remulus Balea.
- Prescurărițele, cele care se îngrijeau și încă mai îngrijesc de „ale mărului ”. Cea mai veche prescurăriță cunoscută în sat a fost Ana Lăluț[95], decedată în 1858. După anul 1900 documentele au păstrat următoarele nume: Ana Trif, Elena Murărescu, Sofia Hulpuș și Eufrosina Bălan[96], la sfârșitul secolului al XX-lea fiind cunoscute: Paraschiva Vichendea, Emilia Panga, Paraschiva Stoica și Ana Fogoroș.

### Monografii
- Cornel Lupea - „Racovița - Monografia unei străvechi așezări sibiene” , Casa de presă și Editura Tribuna, Sibiu, 1995.
- Cornel Lupea - „Racovița - Monografia unei străvechi așezări sibiene” , vol. I-III, mss. la Biblioteca ASTRA.

### Lucrări speciale și generale
- Keith Hitchins, Ioan Beju, „Documente privitoare la trecutul Bisericii Ortodoxe Române din Transilvania după 1761”, în rev. „Mitropolia Ardealului”, Sibiu, an. 19, 1974
- Ștefan Meteș, „Istoria bisericii românești din Transilvania”, Sibiu, 1935, vol. I, ed. a II-a, Sibiu, 1935
- P. Filimon, „Protestantismul și românii din Ardeal”, Arad, 1938
- Ioan Micu Moldovan, „Acte sinodali ale bisericii române de Alba Julia și Făgăraș”, Blaj, 1872
- Arhimandrit Tohăneanu, Veniamin, „Mănăstirea Brâncoveanu Sâmbăta de Sus”, Sibiu, 1980
- A. Gâlea, „Conscrierea preoților și grămăticilor (dascălilor) români făcută la anii 1720-1723 în scaunele Săliște, Sibiu și Tălmaciu”, în „Mitropolia Ardealului” , IV nr. 1-2, 1959
- Augustin Bunea, „Din Istoria Românilor. Episcopul Ioan Inocențiu Klein (1728-1751)”, Blaș, 1900
- A. Bunea, „Statistica românilor din Transilvania în anul 1750”, Sibiu, 1901
- D. Furtună, „Preoțimea românească în secolul al XVIII-lea, Vălenii de Munte”, 1915
- P. Filimon, „Protestantismul și românii din Ardeal”
- V. Graman, „Istoria basericei romanesci unite cu Roma”, Blasiu, 1884
- S. Dragomir, „Istoria dezrobirii religioase a românilor din Ardeal în secolul al XVIII-lea”, Sibiu, 1920
- V. Ciobanu - „Statistica românilor ardeleni din 1760 - 1761”
- P. Florianu - „Unu micu istoricu a basericei greco-catolice din Racoviția, cetitu cu ocasiunea consacrărei basericei celei noi din 18/6894”, manuscris original aflat în arhiva Cornel Lupea (A.C.L.)

### Arhive
- Arhiva Cornel Lupea
- Arhiva familiei Florianu, Fond Regimentul I de la Orlat, passim., aflată azi la ASTRA
- Arhiva parohiei ortodoxe române Racovița (A.P.O.R.R.)
- Arhivele Statului Brașov (A.S.Brașov sau A.S.Bv.)
- Arhivele Statului Alba Iulia (A.S.A.I)
- Arhivele Statului Sibiu (A.S.Sibiu sau A.S.S.)
- Arhivele Casei Parohiale Racovița (A.C.P.R.)
- Arhiva Școlii Generale Racovița (A.S.G.R)